# مونسانتو
مونسانتو شركة متعددة الجنسيات تعمل في مجال التكنولوجيا الحيوية الزراعية. مقرها الرئيسي في كريف كور بولاية ميسوري، تأسست عام 1901، من قبل جون فرانسيس كويني. وهي المنتج الأول في العالم لمبيد الحشائش جلايفوست تحت اسم راوند آب، وهو مبيد أعشاب يعتمد على الجليفوسات وأصبح المنتج الرئيسي للمحاصيل المعدلة وراثيا.
مونسانتو هي بلا منازع أكبر منتج للبذور المعدلة وراثيا، وتملك من 70 إلى 100% من أسواق بذور المحاصيل في العالم. ويسميها المعارضون الناشطون للأغذية المعدلة وراثيا باسم (Monsatan) وتعني كلمة شيطان باللغة الإنجليزية.
في 1940 أدارت مونسانتو معمل أوك ريدج الوطني لمشروع مانهاتن لإنتاج أول الأسلحة النووية.
شركة مونسانتو هي واحدة من الأربعة شركات التي أدخلت الجينات إلى النباتات في عام 1983، بالإضافة إلي أنها كانت أول من اجرى تجارب ميدانية للمحاصيل المعدلة وراثيا في عام 1987، وواحدة من أكبر 10 شركات كيميائية أمريكية التي تخلصت من معظم موادها الكيميائية.
في الفترة ما بين عامي 1997 و 2002، ركزت الشركة على أعمال التكنولوجيا الحيوية.
شركة مونسانتو هي واحدة من أولى الشركات التي طبقت نموذج أعمال صناعة التكنولوجيا الحيوية على الزراعة باستخدام التقنيات التي طورتها الشركات التي تعمل في مجال الأدوية والتكنولوجيا الحيوية. تسترد الشركات نفقات البحث والتطوير في نموذج أعمال صناعة التكنولوجيا الحيوية من خلال استغلال براءات الاختراع البيولوجية.
أدت محاولات شركة مونسانتو في التغييرات الزراعية ومنتجات التكنولوجيا الحيوية إلى الخلافات.
أدى إنتاج شركة مونسانتو لمبيدات حشرية مثل ثنائي كلورو ثنائي فينيل ثلاثي كلورو الإيثان وعامل اورانج وهرمون النمو البقري المؤتلف إلى إثارة الجدل وانتقاد نموذج تسجيل براءات البذور الخاص بالشركة،  باعتبارها قرصنة بيولوجية وتهدد التنوع البيولوجي كأنواع غازية.
في سبتمبر عام 2016، أعلنت شركة باير عن نيتها في لاستحواذ على شركة مونسانتو مقابل 66 مليار دولار أمريكي في صفقة نقدية مدفوعة بالكامل.
اكتمل البيع في 7 يونيو عام 2018، بعد الحصول على الموافقة التنظيمية من الولايات المتحدة والاتحاد الأوروبي، منذ ذلك الوقت لم يعد اسم مونسانتو يستخدم، لكن تم الاحتفاظ بالأسماء التجارية السابقة لمنتجات مونسانتو.
في عام 2018، احتلت شركة مونسانتو المرتبة 199 في قائمة فورتشين 500 لشركات البرمجيات والمعلوماتية حيث أنها من أكبر الشركات الأمريكية من حيث الإيرادات.
في يونيو عام 2020، وافقت شركة باير على دفع العديد من التسويات في الدعاوى القضائية المتعلقة بمنتجات مونسانتو راوند أب.

## التاريخ

### مستحضرات مونسانتو الصيدلانية

#### من عام 1901 إلى الحرب العالمية الثانية
شركة مونسانتو هي شركة متخصصة في الصناعات الكيميائية والتكنولوجيا الحيوية والمستحضرات الصيدلانية، تأسست الشركة عام 1901، من قبل جون فرانسيس كويني في سانت لويس بولاية ميزوري بالولايات المتحدة الأمريكية كشركة كيميائية، بما أنه كان قد عمل لمدة 30 عاما في صناعة الأدوية، فأصبحت لديه الخبرة الكافية لتأسيس الشركة.
أسس الشركة برأس مال من أحد موزعي المشروبات الغازية بينما قام هو بتمويل الشركة.
أطلق على الشركة اسم أولغا مينديز مونسانتو وهو اسم زوجته التي كانت سليل عائلة اليهود السفارديم.
أول منتج للشركة كانت المضيفات الغذائية السلعية، مثل المحليات الصناعية والسكرين والكافيين والفانيلين.:6
في عام 1919، توسعت شركة مونسانتو في أوروبا بالشراكة مع شركة جرايسر للأعمال الكيميائية في كيفن ماور في ويلز.
أنتجت الشركتان الفانيلين والاسبرين ومكوناته الخام وحمض الساليسيليك، ثم بعد ذلك المواد الكيميائية المستخدمة في معالجة المطاط.
في عشرينيات القرن الماضي، توسعت شركة مونسانتو حيث بدأت في صناعة المواد الكيميائية الصناعية الأساسية مثل حامض الكبريتيك وثنائي الفينيل متعدد الكلور.
في عام 1926، أسست الشركة مدينة في إلينوي باسم مونسانتو التي تعرف الآن باسم سوجيت.
تشكلت المدينة لتوفير الحد الأدنى من التنظيم وتوفير الضرائب لمصانع مونسانتو في وقت كانت فيه السلطات القضائية المحلية تتحمل معظم المسؤولية عن القواعد البيئية.
تغير اسم المدينة تكريما إلى ليو سوجيت أول رئيس للمدينة.
في عام 1935، اشترت شركة مونسانتو شركة سوان كيميكال في أنيستون بألاباما، مما أدى إلى دخول الشركة في مجال إنتاج مركبات ثنائي الفينيل متعدد الكلور.
في عام 1936، استحوذت شركة مونسانتو على معامل توماس وهوشوالت في دايتون بأوهايو لاكتساب خبرة الكيميائي تشارلز ألين توماس وكارول أ. هوشوالت.
بعد ذلك أصبحت المعامل هي قسم الأبحاث المركزي الخاص بالشركة.
شغل توماس منصب رئيس شركة مونسانتو من عام 1951 إلى عام 1960، ثم شغل منصب رئيس مجلس الإدارة من عام 1960 إلى عام 1965، ثم تقاعد في عام 1970.
في عام 1943، وصلت دعوة إلى توماس تدعوه إلى اجتماع في واشنطن مع ليزلي غروفز قائد مشروع مانهاتن وجيمس كونانت رئيس جامعة هارفارد ورئيس لجنة أبحاث الدفاع الوطني، للمشاركة في مشروع مانهاتن في لوس ألاموس مع روبرت أوينهايمر، لكن توماس كان مترددا في مغادرة دايتون ومونسانتو.
انضم توماس إلى لجنة التنمية والإصلاح الوطنية، ثم وبدأ العمل في قسم الأبحاث المركزي الخاص بشركة مونسانتو وإجراء البحوث ذات الصلة.
لذا قامت شركة مونسانتو بتشغيل مشروع دايتون، ومختبرات موند وساعدت في تطوير الأسلحة النووية.

#### بعد الحرب العالمية الثانية
في عام 1946، طورت وسوقت شركة مونسانتو منظفات الغسيل أيه إل إل، ثم باعتها لشركة ليفر براذرز في عام 1957.
في عام 1947، تدمر مصنع الستيرين في كارثة مدينة تكساس.
في عام 1949، استحوذت شركة مونسانتو على شركة الفسكوز الأمريكية.
في عام 1954، شكلت شركة مونسانتو شراكة مع شركة باير الألمانية العملاقة للكيماويات لإنشاء مؤسسة موباي للمواد الكيميائية وتسويق مكثور البولي يوريثان في الولايات المتحدة.
في عام 1944، بدأت شركة مونسانتو بتصنيع مبيد ثنائي كلورو ثنائي فينيل ثلاثي كلورو الإيثان بالشراكة مع 15 شركة أخرى. فقد كان هذا المبيد الحشري ضروريا لمكافحة البعوض الذي يتسبب في نقل مرض الملاريا. لكن تم حظره في الولايات المتحدة الأمريكية في عام 1972، بسبب تركيبته التي تهدد التنوع الحيوي.
في عام 1977، توقفت شركة مونسانتو عن إنتاج مركبات ثنائي كلورو ثنائي فينيل ثلاثي كلورو الإيثان وتم حظره من قبل الكونجرس في عام 1979.

#### الستينيات والسبعينيات
في منتصف ستينيات القرن الماضي، ابتكر ويليام ستانديش نولز وفريقه طريقة لتجميع المتضادات بشكل انتقائي عبر الهدرجة غير المتماثلة. تعتبر هذه الطريقة هي الأولى في مجال الإنتاج التحفيزي للمركبات النقية اللولبية. صمم فريق نولز أول عملية صناعية لتصنيع مركب ليفودوبا الذي يستخدم لعلاج مرض باركنسون.
في عام 2001، فاز نولز وريوجي نويوري بجائزة نوبل في الكيمياء. في منتصف الستينيات، طور الكيميائيون في شركة مونسانتو عملية لصنع حمض الأسيتيك، التي ظلت هي طريقة الإنتاج الأكثر استخداما حتى عام 2000.
في عام 1964، اخترع كيميائيون شركة مونسانتو العشب الصناعي.
في الستينيات والسبعينيات من القرن الماضي، كانت شركة مونسانتو هي المنتج الوحيد للعامل البرتقالي لعمليات القوات المسلحة الأمريكية في فيتنام.
في عام 1968، أصبحت شركة مونسانتو هي أول شركة تبدأ في إنتاج الصمامات الثنائية الباعثة للضوء الضخمة (المرئية) باستخدام فوسفيد زرنيخيد الغاليوم.
من عام 1968 إلى عام 1970، أصبحت المبيعات تتضاعف كل بضعة أشهر. أصبحت الشركة تنتج مصابيح ليد المنفصلة وشاشات عرض رقمية من سبعة أجزاء، وكانت هذه هي منتجات الشركة الاساسية.
كانت الأسواق الأولية في ذلك الوقت هي الآلات الحاسبة الإلكترونية والساعات الرقمية.
في السبعينيات، أصبحت شركة مونسانتو رائدة في مجال الإلكترونيات الضوئية.
في الفترة ما بين عامي 1968-1974، رعت الشركة حدث رابطة لاعبي الغولف المحترفين في بينساكولا بفلوريد.
في عام 1974، وقعت جامعة هارفارد وشركة مونسانتو منحة بحثية مدتها 10 سنوات لدعم أبحاث السرطان الخاصة بالعالم يهوذا فولكمان، التي أصبحت بعد ذلك من أهم المنح البحثية في هذا المجال. سمحت جامعة هارفارد لهيئة أعضاء التدريس في التقدم بطلب الحصول على براءة إختراع في سابقة هي الأولى من تاريخها.

### من عام 1980 إلى عام 1989(التحول إلى تكنولوجيا الزراعة)
في عام 1983، قام علماء شركة مونسانتو بتعديل وراثي لبعض الخلايا النباتية، ونشرت النتائج في نفس العام، حيث أنهم أول من قام بتجارب هذا الفصيل. بعد خمس سنوات، أجرت الشركة أول الاختبارات الميدانية للمحاصيل المعدلة وراثيا.
في عام 1983، عين ريتشارد ماهوني رئيس تنفيذي لشركة مونسانتو، وهو من قام بالعديد من الأعمال في مجال التكنولوجيا الحيوية الزراعية.
زاد العمل في هذا المجال بعد تعيين روبرت شابيرو رئيس تنفيذي للشركة في عام 1995، مما أدى في النهاية إلى التخلص من خطوط الإنتاج غير المرتبطة بالزراعة.
في عام 1985، استحوذت شركة مونسانتو على شركة جي دي سيرل وشركاه، وهي شركة متخصصة في علوم الحياة وتركز على المستحضرات الصيدلانية والزراعة وصحة الحيوان.
في عام 1993، قدم قسم الزراعة في شركة سيرل التي أصبحت تابعة لشركة مونسانتو طلب براءة اختراع لعقار سيليكوكسيب، الذي أصبح في عام 1998 أول مثبط انتقائي إنزيمات الأكسدة الحلقية 2، ويتم اعتماده من قبل إدارة الغذاء والدواء الأمريكية.
أصبح عقار سيليكوكسيب عقارا رئيسيا ورائجا، ويقال انه السبب الرئيسي لجعل شركة فايزر تستحوذ على شركة مونسانتو في عام 2002.

#### منذ عام 1990 إلى عام 1999(الانتقال إلى سوق البذور وتوحيد الصناعة)
في عام 1994، أنتجت شركة مونسانتو نسخة مؤتلفة من سوماتوتروبين هرمون النمو البقري، تحمل علامة بوسيلاك التجارية. بعد ذلك باعت شركة مونسانتو هذه العلامة التجارية إلى شركة إيلي ليلي.
في عام 1996، اشترت شركة مونسانتو شركة اجراسيتوس التي تعمل في مجال التكنولوجيا الحيوية والتي أنتجت أول محصول محوري من القطن وفول الصويا والفول السوداني ومحاصيل أخرى، والتي كانت شركة مونسانتو ترخص أعمالها التكنولوجية تحت علامتها التجارية منذ عام 1991.
في عام 1996، اشترت شركة مونسانتو 40% من شركة ديكالب، ثم بدأت العمل في تجارة بذور الذرة، في عام 1998 اشترت باقي شركة ديكالب.
في عام 1997، نشرت شركة مونسانتو لأول مرة تقرير سنوي مستشهدة بقانونها، الذي هو نهج للتكنولوجيا الحيوية في قانون مور، مشيرة إلى توجهاته المستقبلية والنمو الهائل في استخدام التكنولوجيا الحيوية.
في عام 1997، استحوذت شركة مونسانتو على شركة كالجين للكائنات المعدلة وراثيا في كاليفورنيا.
في عام 1998، اشترت شركة مونسانتو شركة كارجيل للبذور، مما أتاح لشركة مونسانتو الفرصة في الوصول إلى مرافق البيع والتوزيع في 51 دولة.
في عام 2005، اشترت شركة مونسانتو شركة سيمينيس العالمية الرائدة في إنتاج بذور الخضروات والفواكه، مقابل 1.4 مليار دولار. مما جعلها أكبر شركة بذور تقليدية في العالم.
في عام 1999، باعت شركة مونسانتو شركة نوترا سويت. في أواخر عام 1999، وافقت شركة مونسانتو على الاندماج مع شركة فارماسيا آند أبجون، في صفقة تقدر قيمتها بمبلغ 27 مليار دولار.
بعد ذلك أصبح القسم الزراعي الخاص بشركة مونسانتو وقسم البحوث الطبية الذي يتضمن منتجات مثل السيليبريكس شركة فرعية مملوكة بالكامل لشركة فارماسيا.

#### نظرة عامة عن شركة مونسانتو قبل العمل في الصيدلة
| رسم توضيحي لعمليات الاندماج والاستحواذ والشركات المنبثقة والسابقات التاريخية للشركة: |
| ------------------------------------------------------------------------------------ |
| قالب:CladeR                                                                          |

### مونسانتو بعد الصيدلة

#### إنشاء شركة مونسانتو جديدة منذ عام 2000 إلى عام 2009
في عام 2000، قامت شركة فارماسيا بتحويل فرع التكنولوجيا الحيوية الزراعية التابع لها إلى شركة جديدة تحت اسم مونسانتو الجديدة، وركزت فيه على أربعة محاصيل زراعية رئيسية ( فول الصويا، الذرة، القمح، القطن ).
وافقت شركة مونسانتو على تعويض شركة فارماسيا عن الالتزامات المحتملة من الأحكام ضد سولوتيا. ونتيجة لذلك استمرت شركة مونسانتو الجديدة في كونها طرفا في العديد من الدعاوى القضائية على شركة مونسانتو السابقة.
في عام 2003، اشترت شركة فايزر شركة فارماسيا.
في عام 2005، استحوذت شركة مونسانتو على شركة علم الوراثة الناشئة والعلامات التجارية الخاصة بها ( ستونفيل، نيكسجين ). في ذلك الوقت كانت شركة علم الوراثة الناشئة ثالث أكبر شركة أمريكية تعمل في بذور القطن، وتمتلك حوالي 12% من سوق الولايات المتحدة.
كان هدف شركة مونسانتو من شراء الشركة هو حصولها على منصة أصول وراثية إستراتيجية للقطن.
في عام 2005، اشترت شركة مونسانتو شركة سيمينيس مقابل 1.4 مليار دولار، وهي الشركة الرائدة عالميا في إنتاج بذور الخضروات، يقع مقرها في كاليفورنيا.
طورت شركة سيمينيس أنواع عديدة من الخضروات باستخدام طرق التلقيح المتقدمة المتبادلة.
أشارت شركة مونسانتو إلى أن شركة سيمينيس ستستمر في تطوير البذور غير المعدل وراثيا، بينما يمكنها أن تعمل على التعديل الوراثي على المدى البعيد.
في يونيو عام 2007، اشترت شركة مونسانتو شركة دلتا وباين لاند، وهي من أكبر الشركات التي تعمل في تربية بذور القطن، مقابل 1.5 مليار دولار.
في نوفمبر عام 2007، باعت شركة مونسانتو قسم ستونفيل المسؤول عن بذور القطن إلى شركة باير، وجردت شركة نيكسجين للقطن وقامت ببيعها لشركة أميريكوت، وخروجت من تجارة تربية الخنازير من خلال بيع شركة مونسانتو تشويس جينيتكس إلى شركة نيوزهام جينيتكس إل سي، وتجردت من جميع براءات الاختراع المتعلقة بالخنازير وطلبات براءات الاختراع وجميع الملكيات الفكرية الأخرى،
```
للحصول على موافقة 
وزارة العدل
 على تربية بذور القطن.
[
74
]
```

في أواخر عام 2007، أعلنت شركة مونسانتو وشركة باسف عن اتفاقية طويلة الأمد للتعاون معا في البحث والتطوير والتسويق لمنتجات التكنولوجيا الحيوية الزراعية الجديدة.
في عام 2008، اشترت شركة مونسانتو شركة بذور دي رويتر الهولندية لإنتاج البذور مقابل 546 مليون يورو.
في أغسطس عام 2008، باعت الشركة علامتها التجارية بوسيلاك بقري سوماتوتروبين والأعمال التي لها صلة بالشركة إلى شركة إيلانكو لصحة الحيوان، وهو أحد فروع شركة إيلي ليلي مقابل 300 مليون دولار إضافية.

#### المزيد من النمو في شركة سينجينتا منذ عام 2010 إلى عام 2017
في عام 2012، اشترت شركة مونسانتو شركة بيرشيسنج بلانتينج، شركة لإنتاج أجهزة وبرامج كمبيوتر مصممة لتمكين المزارعين من زيادة الإنتاج من خلال زراعة أكثر دقة، في صفقة بقيمة 210 مليون دولار.
وتقدم الشركة تنبؤات الطقس المحلية للمزارعين بناء على نمذجة البيانات والبيانات التاريخية، إذا كانت التوقعات خاطئة، يُعَوَّض المزارع.
في مايو عام 2013، نظم مظاهرة عالمية في أكثر من 400 مدينة ضد شركة مونسانتو، يهدف بأن مسيرة الشركة خاطئة. في مايو عام 2014، قامت مظاهرة أخرى.
في عام 2015، حاولت شركة مونسانتو الاستحواذ على شركة سينجينتا السويسرية المنافسة للتكنولوجيا الحيوية الزراعية مقابل 46.5 مليار دولار أمريكي لكنها فشلت. في ذلك العام كانت مونسانتو أكبر مورد للبذور في العالم، حيث سيطرت على 26٪ من سوق البذور العالمية، واحتلت شركة دو بونت المرتبة الثانية بنسبة 21٪. شركة مونسانتو هي الشركة المصنعة الوحيدة للفسفور الأبيض الذي يستخدم في الولايات المتحدة.

### البيع لشركة باير
في سبتمبر عام 2016، وافقت شركة مونسانتو على أن تستحوذ شركة باير عليها مقابل 66 مليار دولار أمريكي.
عند محاولة شركة باير للحصول على تصريح تنظيمي لصفقة شراء شركة مونسانتو، اضطرت لبيع أجزاء كبيرة من أعمالها الزراعية الحالية، بما في ذلك أعمال البذور ومبيدات الأعشاب إلى شركة باسف.
في 21 مارس عام 2018، وافق الاتحاد الأوروبي على الصفقة، ووافقت عليها الولايات المتحدة أيضا في 29 مايو 2018.
في 7 يونيو عام 2018، تم الانتهاء من البيع، وأعلنت شركة باير عن وقف اسم مونسانتو، ودمج الشركة مع شركة تابعه لشركة باير و تعمل تحت علامتها التجارية.

## المنتجات والقضايا المرتبطة بها

### المنتجات الحالية

#### مبيدات الأعشاب الغليفوساتية
في عام 1970، حصلت شركة مونسانتو على براءة اختراع أمريكية لمبيد الأعشاب غليفوسات، التي ظلت براءة اختراعه تجدد حتى عام 2001 تحت اسم العلامة التجارية راوند أب، بعد ذلك توقف التجديد. منذ ذلك الوقت ويتم الحصول على مبيد الغليفوسات تحت عشرات الأسماء التجارية، من قبل العديد من شركات الكيماويات الزراعية، التي هي في نقاط قوة مختلفة ولديها مواد مساعدة مختلفة.
في عام 2009، أعلنت شركة مونسانتو في تقرير صحفي أن مبيد الغليفوسات كان يمثل نسبة 10% من عائدات الشركة، بينما تمثل البذور المعدلة وراثيا حوالي نصف إجمالي هامش الربح للشركة.

#### بذور المحاصيل
منذ عام 2015، وأصبح خط منتجات البذور لشركة مونسانتو يشمل الذرة والقطن وفول الصويا وبذور الخضروات.

#### محاصيل الصفوف
عدلت شركة مونسانتو العديد من منتجات البذور وراثيا مثل مقاومة الأعشاب للمبيدات، بما في ذلك الغليفوسات والديكامبا. يرش المزارعين مبيد الغليفوسات بمجرد ظهور النبات، مما أتاح لهم زيادة المحصول عن طريق زراعة الصفوف بشكل أقرب معا. لولا ذلك النظام لكان المزارعين يضطرون إلى زرع صفوف متباعدة بما يكفي للسماح بأماكن فارغة لمكافحة الأعشاب الضارة بعد ظهورها بالحراثة الميكانيكية. أكثر من 80٪ من الذرة هو ذرة مقاوم للحشرات بموجب ترخيص من شركة مونسانتو، من خلال التعديل الوراثي يكون الذرة أقوى من مبيدات الغليفوسات ويحمي النبات من حفار الذرة الأوروبي، بالإضافة إلى أن النباتات المزروعة في الولايات المتحدة مثل فول الصويا والقطن وبنجر السكر والكانولا تكون مقاومة للحشرات وتتحمل الغليفوسات بنسبة كبيرة.
أنشأت شركة مونسانتو تقرير إخباري عن القمح المعدل وراثيا، لكن الشركة أنهت التطوير في عام 2004 بسبب مخاوف من مصدري القمح بشأن رفض الأسواق الأجنبية للقمح المعدل وراثيا.
كان لدى شركة مونسانتو براءتي اختراع مهمتين لأعمال بذور فول الصويا المعدلة وراثيا، إحداهما انتهت في عام 2011 والأخرى في عام 2014. مما يعني أن إنتاج بذور فول الصويا المقاوم للغليفوسات أصبح عاما.
في عام 2015، حصد فول الصويا المقاوم للغليفوسات لأول مرة.
رخصت شركة مونسانتو براءة الاختراع على نطاق واسع لشركات البذور الأخرى التي تتضمن ميزة المقاومة الغليفوسات في منتجات البذور الخاصة بها. وقامت حوالي 150 شركة بترخيص هذه التقنية، بما في ذلك الشركات المنافسة مثل سينجينتا ودوبونت بايونير.
في عام 1995، اخترعت شركة مونسانتو البذور المعدلة وراثيا، التي تنتج بروتينا بلوريا مضاد للحشرات من البكتيريا المضادة للحشرات، والذي تعرف باسم بي تي.
في نفس العام، وافقت وكالة حماية البيئة وإدارة الغذاء والدواء الأمريكية على إنتاج نبات البطاطس الذي ينتج المبيدات المضادة للحشرات من قبل شركة مونسانتو، مما يجعلها أول محصول منتج للمبيدات تتم الموافقة عليه في الولايات المتحدة. بعد ذلك قامت شركة مونسانتو بتطوير الذرة المقاوم للحشرات بأنواعه الأربعة وفول الصويا والقطن.
تنتج شركة مونسانتو بذورا لها تعديلات جينية متعددة، تعرف باسم الصفات المكدسة مثل، القطن الذي يصنع بروتينا أو أكثر من بروتين المبيدات المضادة للحشرات ومقاوم للغليفوسات. أحدها تم إنشاؤه بالتعاون مع شركة داو للكيماويات، تحت اسم سمارتستاكس.
في عام 2011، أطلقت شركة مونسانتو علامة جينيتي التجارية لمنتجاتها ذات السمات المكدسة.
في عام 2012، دخل البرسيم والكانولا وبنجر السكر وقطن المبيدات المضادة للحشرات وفول الصويا بمختلف أنواع الزيوت وهيجنة الذرة الرفيعة ومجموعة واسعة من منتجات القمح في مجموعة البذور الزراعية التي تحمل علامة راوند أب التجارية. الكثير من هذه البذور تحتوي على سمة الحقل المقشور غير المعدلة وراثيا والتي تتحمل مبيد إيمازاموكس الذي ينتج من شركة باسف.
في عام 2013، أطلقت شركة مونسانتو أول سمة معدلة وراثيا تتحمل الجفاف في سلسلة من أنواع الذرة المهجنة التي تحمل العلامة التجارية دي دري جارد. تتوفر سمة MON 87460 من خلال إدخال جين المحاصيل المقاومة للجفاف من ميكروب التربة العصوية الرقيقة، تمت الموافقة عليه من قبل وزارة الزراعة الأمريكية في عام 2011، والصين في عام 2013.
في عام 2014، تمت الموافقة على نظام مجموعة إكستيند الذي يشمل على البذور المعدلة وراثيا لتكون مقاومة للغليفوسات والديكامبا ومبيد للأعشاب الذي يشتمل على هذين المكونين الفعالين ليستخدم في الولايات المتحدة الأمريكية.
في فبراير عام 2016، وافقت الصين على نظام راوند أب ريدي 2 إكستيند، لكن الاتحاد الأوروبي رفض النظام، مما أدى إلى رفض العديد من التجار الأمريكيين لاستخدام فول الصويا المعدل وراثيا بسبب المخاوف من اختلاط البذور الجديدة بالبذور المعتمدة من الاتحاد الأوروبي، مما دفع أوروبا إلى رفض صادرات فول الصويا الأمريكية.

#### القضايا المتعلقة بالهند
في عام 2009، اكتشف علماء شركة مونسانتو الحشرات التي تطورت وقاومت قطن المبيدات المضادة للحشرات المزروعة في ولاية غوجارات. ثم قامت شركة مونسانتو بإبلاغ الحكومة الهندية وعملائها، قائلة أن المقاومة طبيعية ومتوقعة، لذلك فإن تدابير تأخير المقاومة مهمة، ومن بين العوامل التي ربما تكون قد ساهمت في مقاومة دودة اللوز القرنفلية لبروتين سي أي واي 1 أيه سي الذي تنتجه المبيدات الموجبة أثناء التبويض في بولجارد 1 في شركة غوجارات المحدودة هي الزراعة والاستخدام المبكر لبذور القطن التي تحمل المبيدات المضادة للحشرات غير المعتمدة، والمزروعة بدون موافقة مكتب الحكومة في نيودلهي في الهند والذي ربما كان يحتوي على مستويات أقل من التعبير عن البروتين. ثم نصحت الشركة المزارعين بالانتقال إلى الجيل الثاني من قطن المبيدات المضادة للحشرات بولجارد 2، التي كان لها جينان مقاومان بدلا من جين واحد.
لكن تم انتقاد هذا التوضيح وقيل أن هذا تحليل داخلي لبيان وزارة البيئة والغابات ويبدو أن هذه إستراتيجية عمل للتخلص التدريجي من أحداث الجين الفردي وهو بولجارد 1 و تعزيز الجينات المزدوجة وهي بولجارد2 التي ستجلب سعرا أعلى.
أصبحت بذور القطن المعدلة وراثيا من مونسانتو موضوع اثار المنظمات غير الحكومية بسبب ارتفاع تكلفتها.
انتهك المزارعين الهنود اتفاقيتهم مع شركة مونسانتو، حيث قاموا بتهجين الأصناف المعدلة وراثيا مع الأصناف المحلية.
في عام 2009، القى المزارعين الهنود اللوم على شركة مونسانتو، بسبب أن أسعار قطن المبيدات المضادة للحشرات مرتفعة جدا، وأن الشركة تجبر المزارعين على سداد الديون بعد ما ماتت محاصيلهم بسبب نقص الأمطار.

#### الخضار
في عام 2012، كانت شركة مونسانتو هي أكبر مورد في العالم لبذور الخضروات غير المعدلة وراثيا من حيث القيمة، حيث بلغت مبيعاتها 800 مليون دولار. 95٪ من البحث والتطوير لبذور الخضروات يتم في التربية التقليدية، وتركز الشركة على تحسين النكهة. وفقا لموقع الشركة على الإنترنت، فإنها تبيع 4000 نوع متميز هجين من البذور تتمثل في 20 نوع.
في عام 2010، قدمت الشركة نبات البروكلي الذي يحمل اسم بينيفورتي التجاري، مع كميات متزايدة من الجلورافانين بعد التطوير من قبل فرع سيمينيس التابع لشركة مونسانتو.

### المنتجات السابقة

#### ثنائي الفينيل متعدد الكلور
كانت شركة مونسانتو تنتج 99% من ثنائي الفينيل متعدد الكلور،الذي تستخدمه الصناعات الأمريكية، حتى انتهت الشركة من إنتاجه عام 1977.
بعد ذلك أصبحت مركبات ثنائي الفينيل متعدد الكلور تباع تحت أسماء تجارية مثل أروكلور وسانتوثرم.
ظل اسم سانتوثرم يستخدم تجاريا للمنتجات غير المكلورة.
تعد مركبات ثنائي الفينيل متعدد الكلور من الملوثات العضوية الثابتة، وتسبب السرطان لكل من الحيوانات والبشر، بالإضافة إلي أنها تؤثر سلبيا على الصحة. استخدمت مركبات ثنائي الفينيل متعدد الكلور في البداية بسبب حاجة الصناعة الكهربائية إلى تبريد وعازل دائم وأكثر أمانا من الزيت المعدني القابل لاشتعال المحولات والمكثفات الصناعية.
كما استخدم ثنائي الفينيل متعدد الكلور بشكل شائع كمضافات مثبتة في تصنيع طلاءات بي في سي المرنة للأسلاك الكهربائية وفي المكونات الإلكترونية لتعزيز مقاومة بي في سي للحرارة والنار. مع حدوث تسربات في المحولات وظهور مشاكل بالقرب من المصانع، أصبحت المركبات تسبب مشاكل خطيرة. حظر إنتاج ثنائي الفينيل متعدد الكلور من قبل الكونجرس الأمريكي في عام 1979، واتفاقية ستوكهولم بشأن الملوثات العضوية الثابتة في عام 2001.

#### العميل البرتقالي
قامت شركة مونسانتو وداو كيميكال وثماني شركات كيميائية أخرى بتصنيع العامل البرتقالي لصالح وزارة الدفاع الأمريكية. جاءت تسميته بالعامل البرتقالي نسبة إلى لون البرميل المخطط باللون البرتقالي التي شحن فيه المركب الكيميائي.

#### سوماتوتروبين بقري
قامت شركة مونسانتو بتطوير وبيع سوماتوتروبين البقري المؤتلف، وهو هرمون اصطناعي يزيد من إنتاج الحليب بنسبة من 11 إلى 16% عند حقنه في الأبقار.
في أكتوبر عام 2008، باعت شركة مونسانتو الشركة المصنعة لسوماتوتروبين البقري إلى شركة إيلي ليلي مقابل 300 مليون دولار.
أصبح عقار سوماتوتروبين البقري مثيرا للجدل بسبب أثارة على الأبقار وحليبها.
يباع حليب الأبقار غير المعالج بسوماتوتروبين البقري في بعض الأسواق مع إضافة ملصقات تشير إلى أنه خالي من سوماتوتروبين البقري، وقد أثبت هذا الحليب شعبيته لدى المستهلكين.
في عام 2008، تشكلت مجموعة مناصرة ومؤيدة لحليب سوماتوتروبين البقري تسمى منظمة المزارعين الأمريكيين من أجل النهوض بالتكنولوجيا والحفاظ عليها، المكونة من مصانع الألبان التابعة لشركة مونسانتو، وبدأت في الضغط لحظر مثل هذه الملصقات. حيث صرحت منظمة المزارعين الأمريكيين من أجل النهوض بالتكنولوجيا والحفاظ عليها أن هذه الملصقات يمكن أن تكون مضللة وتوحي بأن لبن الأبقار المعالج بسوماتوتروبين البقري أقل جودة.

### المنتجات غير التجارية
طورت شركة مونسانتو تقنيات بارزة لم يتم تسويقها في نهاية المطاف.

#### تقنية إنهاء البذور
تنتج شركة مونسانتو نباتات ببذور معقمة، من خلال تقنية تقييد الاستخدام الجيني، التي تعرف بالعامية باسم تقنية الإنهاء. حيث تمنع هذه النباتات من انتشار البذور، وتمنع المزارعين من إعادة زراعة البذور التي يحصدونها، أي يجب شراء البذور في كل مرة يقوم فيها المزارع بالزراعة، هذا يسمح للشركة بفرض شروط الترخيص الخاصة بها عبر التكنولوجيا. يشتري المزارعون البذور المهجنة منذ أجيال، بدلا من إعادة زراعة محصولهم، لأن بذور الجيل الثاني المهجنة تكون أقل جودة.
معظم شركات البذور تتعاقد فقط مع المزارعين الذين يوافقون على عدم زراعة البذور المحصودة.
تطورت تقنية الإنهاء من قبل المختبرات الحكومية والباحثين الجامعيين والشركات. لكن لم تستخدم هذه التقنية تجاريا. توجد بعض الشائعات التي تقول أن شركة مونسانتو وشركات أخرى تنوي إدخال تقنية الإنهاء في بعض الدول.
في عام 1999، تعهدت شركة مونسانتو بعدم تسويق تقنية الإنهاء. كانت شركة دلتا اند باين لاند في ميسيسيبي تنوي تسويق التقنية، لكن شركة مونسانتو قامت بالاستحواذ على شركة دلتا اند باين لاند في عام 2007.

#### قمح معدل وراثيا
في التسعينيات، طورت شركة مونسانتو عدة سلالات من القمح المعدل وراثيا، بما في ذلك السلالات المقاومة للغليفوسات.
أجريت الاختبارات الميدانية في الولايات المتحدة بين عامي 1998 و 2005. بداية من عام 2017، لم يتم إطلاق أي قمح معدل وراثيا للاستخدام التجاري.

## الشؤون القانونية
دخلت شركة مونسانتو في العديد من الدعاوى القضائية رفيعة المستوى، منها ما تكون الشركة فيها مدعي ومنها ما تكون مدعى عليها.
إحدى القضايا التي كانت الشركة مدعى عليها فيها هي قضية الآثار الصحية والبيئية لمنتجاتها. بينما رفعت شركة مونسانتو دعاوى قضائية لفرض براءات اختراعها في مجال التكنولوجيا الحيوية الزراعية.
أصبحت شركة مونسانتو واحدة من أكثر الشركات الكبرى التي شوهت صورتها في العالم، بسبب مجموعة من القضايا المتعلقة بمنتجاتها الكيميائية الصناعية والزراعية والبذور المعدلة وراثيا.
في أبريل عام 2018، قبل أن تستحوذ شركة باير على شركة مونسانتو، أشارت شركة باير إلى أن تحسين سمعة مونسانتو يمثل تحديا كبيرا. في شهر يونيو من نفس العام، أعلنت باير أنها ستتخلى عن اسم مونسانتو كجزء من حملة لاستعادة ثقة المستهلك.

### الأرجنتين
في عام 1996، وافقت الأرجنتين على إدخال زراعة فول صويا رواند أب ريدي.
في الفترة ما بين عامي 1995 و 2008، نما إنتاج فول الصويا في الأرجنتين من 14 مليون فدان إلى 42 مليون فدان. كان سبب النمو هو إهتمام المستثمرين الأرجنتينيين بأسواق التصدير. أدى إنتاج فول الصويا الكبير إلى انخفاض في إنتاج العديد من المواد الغذائية الأساسية مثل الحليب والأرز والذرة والبطاطس والعدس.
من عام 2004، غادر حوالي 150,000 من صغار المزارعين الريف، من بينهم 50% من مزارعين منطقة شاكو.
ذكرت صحيفة الجارديان أن أحد ممثلي شركة مونسانتو قال، أي مشاكل مع فول الصويا المعدل وراثيا تتعلق باستخدام المحصول كزراعة أحادية، وليس لأنه كان معدلا وراثيا. فإذا قمت بزراعة أي محصول لاستبعاد أي محصول آخر، فلابد من حدوث المشاكل.
في عامي 2005 و 2006، حاولت شركة مونسانتو الحصول على براءات اختراعها على دقيق الصويا المستورد من الأرجنتين إلى إسبانيا من خلال جعل مسؤولي الجمارك الأسبان يستولون على شحنات دقيق الصويا. كانت هذه محاولة من شركة مونسانتو للضغط على الحكومة الأرجنتينية للسماح لها بفرض براءات اختراعها الأولية في الأرجنتين.
في عام 2013، اعترضت مجموعات حماية البيئة على منشأة مونسانتو لتكييف بذور الذرة في مالفيناس أرجنتيناس بقرطبة، واعترض سكان المنطقة على مخاطر التأثير البيئي.
جاء حكم المحكمة في صالح شركة مونسانتو، لكن الجماعات البيئية نظمت مظاهرات وفتحت عريضة إلكترونية على الإنترنت للبت في الموضوع في استفتاء شعبي. نصت أحكام المحكمة على أنه بينما يمكن استمرار البناء، لا يمكن للمنشأة أن تبدأ العمل حتى يتم تقديم تقرير الأثر البيئي المطلوب بموجب القانون.
في عام 2016، توصلت شركة مونسانتو إلى اتفاق مع الحكومة الأرجنتينية، ستقوم فيها الحكومة الأرجنتينية بفرض إتاوه على شركة مونسانتو لتسمح لها بإنتاج بذور فول الصويا. وافقت شركة مونسانتو على منح معهد البذور الأرجنتيني الإشراف على المحاصيل المزروعة من بذور فول الصويا المعدلة وراثيا من شركة مونسانتو. قبل الاتفاق كان المزارعون الأرجنتينيون يستخدمون بذور من محاصيل سابقة أو شراؤها من موردين غير مسجلين.
وافق معهد البذور الأرجنتيني على تفويض الاختبار إلى بورصات الحبوب. كان من المقرر إجراء حوالي 6 مليون عينة اختبار سنويا. يمكن اختبار البذور التي يبدو أنها معدلة وراثيا مرة أخرى باستخدام اختبار تفاعل البلمرة المتسلسل.

### البرازيل
تعد البرازيل ثاني أكبر منتج لفول الصويا المعدل وراثيا في العالم.
في عام 2003، وجد في ولاية ريو غراندي دو سول حقول مزروعة بفول الصويا المعدل وراثيا.
احتج العمال العاملين في الحقول على غزو واحتلال شركة مونسانتو للعديد من أراضي المزارعين المستخدمة للبحث والتطوير ومعالجة البذور.
في عام 2005 أصدرت البرازيل قانون تنظيمي لمسار المحاصيل المعدلة وراثيا.

### الصين
انتقدت شركة مونسانتو من قبل الاقتصادي الصيني لاري لانج، بسبب سيطرتها على سوق فول الصويا الصيني، ومحاولة السيطرة على سوق الذرة والقطن في الصين.

### الهند
في أواخر القرن العشرين وأوائل القرن الواحد والعشرين، انتحر العديد من المزارعين المثقلين بالديون بعد فشل محاصيلهم.
في أوائل القرن الواحد والعشرين، كان المزارعون في ولاية أندرا براديش تعاني من أزمة اقتصادية بسبب ارتفاع أسعار الفائدة وفشل المحاصيل، مما أدى إلى انتشار الاضطرابات واحتجاج المزارعين وانتحار البعض منهم. كانت شركة مونسانتو إحدى نقاط التركيز في الاحتجاجات فيما يتعلق بسعر وعوائد البذور المعدلة وراثيا.
في عام 2005، أصدرت لجنة الموافقة على الهندسة الوراثية والسلطة التنظيمية الهندية، دراسة حول الاختبارات الميدانية لسلالات معينة من القطن المعدل وراثيا في اندرا براديش، وحكم على شركة مونسانتو بعدم تسوقها لهذه السلالات في أندرا براديش بسبب ضعف الإنتاج. في نفس الوقت قام وزير الزراعة في ولاية أندرا براديش بمنع شركة مونسانتو من بيع بذور القطن المعدلة وراثيا، بسبب رفض شركة مونسانتو طلب من الحكومة بدفع مبلغ مليون دولار لبعض في المقاطعات تعويضا عن بذور مونسانتو التي أدت إلى فشل المحاصيل.
في عام 2006، حاولت وكالة الأسوشييتد برس إقناع شركة مونسانتو بتخفيض سعر البذور المعدلة وراثيا، لكن الطلب قوبل بالرفض. رفعت الدولة عدة قضايا ضد شركة مونسانتو في مومباي ماهاراشترا هايبرد سيدز.
لم تدل الأبحاث التي أجراها المعهد الدولي لبحوث السياسات الغذائية على زيادة معدل الانتحار بعد إدخال القطن المعدل وراثيا. حيث ذكر التقرير أن حالات انتحار المزارعين قد سبقت دخول التجارة في البذور المعدلة وراثيا في عام 2002، وأن مثل هذه الحالات كانت حدث ثابت إلي حد كبير منذ عام 1997.
منذ عام 2009، أصبح القطن المعدل وراثيا يزرع في 87% من أراضي زراعة القطن في الهند.
قال الناقد فاندانا شيفا أن السبب في فشل المحاصيل هو القطن المعدل وراثيا من شركة مونسانتو، وان البذور زادت من مديونية المزارعين، بالإضافة إلي أن شركة مونسانتو أساءت تقدير الربح للقطن المعدل وراثيا، مما تسبب في خسائر للمزارعين أدت إلى الديون.
في عام 2009، كتب شيفا أن المزارعين الهنود الذين سبق لهم أن أنفقوا أقل من 7 روبية للكيلوجرام الواحد يدفعون الآن ما يصل إلى 17000 روبية للكيلوجرام الواحد سنويا من الديون بسبب القطن المعدل وراثيا.
في عام 2012، ذكر المجلس الهندي للبحوث الزراعية والمعهد المركزي لبحوث القطن أن لأول مرة يمكن ربط حالات انتحار المزارعين بانخفاض أداء القطن المعدل وراثيا، وقالوا أن مزارعي القطن في أزمة عميقة منذ التحول إلى القطن المعدل وراثيا، حيث كانت موجة انتحار المزارعين في عام 2011 و 2012 شديدة بشكل خاص بين مزارعي القطن المعدل وراثيا.
في عام 2004، أمرت المحكمة العليا في مومباي معهد تاتا بإصدار تقرير عن انتحار المزارعين في ولاية ماهاراشترا. أصدر التقرير في عام 2005 وأشار إلى أن اللامبالاة الحكومية وغياب شبكة أمان للمزارعين ونقص الوصول إلى المعلومات المتعلقة بالزراعة هي الأسباب الرئيسية التي أدت إلى يأس للمزارعين في الولاية.
أجريت دراسات على كثرة أعداد الانتحار في الولاية، أدت إلى أن عدم كفاية الخدمات وخطورة أنظمة الائتمان وصعوبة زراعة المناطق شبه القاحلة، وضعف الدخل الزراعي وغياب فرص الدخل البديلة وتراجع الاقتصاد الحضري جميعها أسباب أجبرت غير المزارعين على الزراعة على الرغم من عدم إدراكهم بشؤونها مما أدى إلى فشل المحاصيل. ذكر المجلس الهندي للبحوث الزراعية والمعهد المركزي لبحوث القطن أن تكلفة زراعة القطن قد قفزت نتيجة لارتفاع تكاليف مبيدات الآفات، في حين انخفض إجمالي إنتاج القطن المعدل وراثيا في السنوات الخمس من عام 2007 إلى عام 2012.

### المملكة المتحدة
استخدم محجر بروفيسكين كموقع للنفايات من عام 1965 إلى عام 1972، بما في ذلك نفايات شركة مونسانتو وبي بي وفيوليا.
في عام 2005، وجد تقرير صادر عن وكالة البيئة في ويلز، ينص على أن المحجر يحتوي على ما يصل إلى 75 مادة سامة، بما في ذلك المعادن الثقيلة والعامل البرتقالي وثنائي الفينيل متعدد الكلور.
في فبراير عام 2011، وافقت شركة مونسانتو على المساعدة في تكاليف معالجة المحجر، لكنها لم تعترف بمسؤوليتها عن التلوث. في عام 2011، أعلنت وكالة البيئة في ويلز ومجلس منطقة روندا كينون تاف أنهما قررا وضع غطاء مصمم هندسيا على كتلة النفايات، وذكر أن التكلفة ستكون 1.5 مليون جنيه إسترليني، حيث كانت التقديرات السابقة تصل إلى 100 مليون جنيه إسترليني.

### الولايات المتحدة

#### ثنائي الفينيل متعدد الكلور
في أواخر الستينيات من القرن الماضي، كان مصنع مونسانتو في ساوجيت بإلينوي، أكبر منتج في البلاد لمركبات ثنائي الفينيل متعدد الكلور. أشار مسؤول في وكالة حماية البيئة إلى سوجيت على أنها واحدة من أكثر المجتمعات تلوثا في المنطقة ومنبع لمواد كيميائية مختلفة.
في عام 2002، قدم أحد المدعون في دعوى قضائية في أنيستون بولاية ألاباما وثائق تبين أن مصنع مونسانتو المحلي قام عن عمد بتفريغ كل من الزئبق والنفايات المحملة بثنائي الفينيل متعدد الكلور في المناطق المحلية لأكثر من 40 عاما.
في عام 1969، ألقت شركة مونسانتو 45 طنا من مركبات ثنائي الفينيل متعدد الكلور في سنو كريك، وهي وحدة تغذية لخور تشوكولوكو، والتي توفر الكثير من مياه الشرب في المنطقة، ودفنت ملايين اللترات من ثنائي الفينيل متعدد الكلور في مقالب نفايات مفتوحة تقع على سفوح التلال فوق المصنع والأحياء المحيطة.
في أغسطس عام 2003، وافقت شركة سولوتيا ومونسانتو على دفع 700 مليون دولار للمدعين لتسوية المطالبات من قبل أكثر من 20,000 شخص من سكان أنيستون.
في يونيو عام 2020، أعلن أن شركة باير اقترحت دفع 650 مليون دولار لتسوية دعاوى قضائية محلية ضد مونسانتو بسبب نفايات مركبات ثنائي الفينيل متعدد الكلور، و 170 مليون دولار للمدعين العامين في نيو مكسيكو وواشنطن ومقاطعة كولومبيا. أعلنت شركة مونسانتو في وقت التسوية بأنها توقفت عن إنتاج مركبات ثنائي الفينيل متعدد الكلور في عام 1977، أفاد تقرير ولاية بنسلفانيا بأن التوقف عن إنتاج مركبات ثنائي الفينيل متعدد الكلور لا يمنعه من انتشار التلوث بعد سنوات عديدة.
صرح تقرير ولاية بنسلفانيا في عام 1979، بأن وكالة حماية البيئة حظرت استخدام مركبات ثنائي الفينيل متعدد الكلور، لكنها لا تزال موجودة في بعض المنتجات التي أنتجت قبل عام 1979، وأن المركبات لا تزال موجودة في البيئة لأنها ترتبط بالرواسب والتربة. ويمكن أن يتسبب التعرض الكبير لمركبات ثنائي الفينيل متعدد الكلور في حدوث تشوهات خلقية، وتأخيرات في النمو وتؤدي إلى أمراض الكبد.
في 25 نوفمبر عام 2020، رفض قاضي المقاطعة الأمريكية فرناندو إم أولغوين التسوية المقترحة بقيمة 650 دولارا من شركة باير وسمح باستمرار دعاوى قضائية متعلقة بشركة مونسانتو.

#### المواقع الملوثة
منذ نوفمبر عام 2013، ارتبطت شركة مونسانتو بتسعة مواقع نشطة تابعة لقانون الاستجابة البيئية الشاملة و 32 موقع مؤرشف في الولايات المتحدة، في قاعدة بيانات قانون الاستجابة البيئية الشاملة التابع لوكالة حماية البيئة. تم رفع دعوى قضائية ضد مونسانتو عدة مرات بسبب الإضرار بصحة موظفيها أو المقيمين بالقرب من مواقع الاستجابة البيئية الشاملة من خلال التلوث والتسمم.

#### قمح معدل وراثيا
في عام 2013، اكتشف صنف جديد من القمح المعدل وراثيا المقاوم للغليفوسات طورته شركة مونسانتو، في مزرعة في ولاية أوريغون، ينمو كأعشاب أو نبات تطوعي. حيث أن أخر اختبار ميداني نهائي لولاية أوريغون كان في عام 2001. منذ مايو عام 2013، وأصبح مصدر بذور النباتات المعدلة وراثيا غير معروف.
اختبر القمح المعدل وراثيا في أحد حقول الاختبار السابقة من على بعد ميلين ولم يتبين انه مقاوم للغليفوسات.
واجهت شركة مونسانتو عقوبات تصل غرامتها إلى مليون دولار بسبب الانتهاكات المحتملة لقانون حماية النبات.
هدد عدم اكتشاف مصدر بذور النباتات المعدلة وراثيا صادرات القمح الأمريكية الرائدة عالميا، التي بلغت 8.1 مليار دولار في عام 2012.
كان يصدر هذا النوع من القمح بكميات كبيرة إلى آسيا، لكن نادرا ما كان يصدر إلى أوروبا.
أعلنت مونسانتو انها دمرت كل المواد التي كانت بحوزتها بعد استكمال المحاكمات في عام 2004. في 14 يونيو عام 2013، أعلنت وزارة الزراعة الأمريكية أنها لم تحصل أو تبلغ بشيء يشير إلى وجود بذور القمح المعدلة وراثيا، وأن ما ظهر في الماضي كان مجرد حادثة واحدة في أحد الحقول، وأن جميع المعلومات التي تم جمعها حتى الآن لا تظهر أي مؤشر على وجود القمح المعدل وراثيا في التجارة. حتى 30 أغسطس عام 2013، ظل مصدر القمح المعدل وراثيا غير معروف، لكن اليابان وكوريا الجنوبية وتايوان استئنافا تقديم الطلبات.

#### تقرير إخباري عن مخاطر السرطان
واجهت شركة مونسانتو هجوما من الولايات المتحدة بسبب مزاعم بأن منتجات مبيدات الأعشاب الخاصة بشركة مونسانتو قد تكون مواد مسرطنة.
هناك أدلة محدودة على أن خطر الإصابة بالسرطان قد يزداد نتيجة التعرض المهني لكميات كبيرة من الغليفوسات، كما يحدث في الأعمال الزراعية، ولكن لا يوجد دليل جيد على وجود مثل هذا الخطر في الاستخدام المنزلي، كما في البستنة المنزلية.
اجتمعت الوكالات التنظيمية الوطنية لمبيدات الآفات والمنظمات العلمية على أن الاستخدامات الموصوفة للغليفوسات لم تظهر أي دليل على مواد مسرطنه.
صدرت عدة تقارير من منظمات مثل منظمة الصحة العالمية ومنظمة الأغذية والزراعة والمفوضية الأوروبية والوكالة الكندية لتنظيم إدارة الآفات والمعهد الفيدرالي الألماني لتقييم المخاطر تنفي وجود دليل على أن الغليفوسات تسبب السرطان أو خطر السمية الجينية على البشر.
لكن الوكالة الدولية لأبحاث السرطان وهي إحدى الوكالات التابعة لمنظمة الصحة العالمية، قد قدمت ادعاءات باحتمال الإصابة بالسرطان في مراجعات البحوث.
في عام 2015، أعلنت الوكالة الدولية لبحوث السرطان أن الغليفوسات ربما تكون مادة مسرطنة.
في 30 أكتوبر عام 2019، بعد تقرير الوكالة الدولية لأبحاث السرطان في عام 2015 الذي ربط الغليفوسات بالسرطان لدى البشر، ظهر 42,700 مدعي بأن مبيدات أعشاب الغليفوسات تتسبب في الإصابة بالسرطان.
أعلنت شركة مونسانتو في تقرير إخباري بأن الغليفوسات ليست مادة مسرطنة ولا تسبب السرطان.
في مارس عام 2017، رفع 40 مدعي دعوى قضائية في محكمة مقاطعة ألاميدا العليا، وهي فرع من فروع المحكمة العليا في كاليفورنيا، مطالبين بتعويضات عن الأضرار الناجمة عن مبيدات الأعشاب الضارة بالشركة وطالبوا بالمحاكمة أمام هيئة المحلفين. في 10 أغسطس عام 2018، خسرت شركة مونسانتو أول قضية تم البت فيها.
حصل ديوين جونسون أحد الأشخاص الذي تعاني من سرطان الغدد الليمفاوية اللاهودجكين على تعويض قدره 289 مليون دولار بعد أن قالت هيئة المحلفين في سان فرانسيسكو إن شركة مونسانتو فشلت في تحذير المستهلكين بشكل كاف من مخاطر الإصابة بالسرطان التي تشكلها مبيدات الأعشاب.
في الاستئناف انخفض التعويض إلى 78.5 مليون دولار.
في نوفمبر عام 2018، استأنفت شركة مونسانتو الحكم، وطلبت من محكمة الاستئناف النظر في طلب لمحاكمة جديدة.
في 27 مارس عام 2019، بلغ أحد الأشخاص أمام محكمة اتحادية على مسؤولية شركة مونسانتو في الإصابة بسرطان الغدد الليمفاوية فأمرت المحكمة بدفع 80 مليون دولار كتعويض.
قال متحدث باسم شركة باير، إن الشركة ستستأنف الحكم.
في 13 مايو عام 2019، أمرت هيئة محلفين في كاليفورنيا شركة باير بدفع 2 مليار دولار كتعويض بعد أن اكتشفت أن الشركة فشلت في إبلاغ المستهلكين بشكل كاف عن احتمال مرض السرطان.
في 26 يوليو عام 2019، قام قاضي في مقاطعة ألاميدا بتسوية المبلغ من 289 مليون دولار إلى 86.7 مليون دولار، مشيرا إلى أن حكم هيئة المحلفين تجاوز السوابق القانونية.
في يونيو عام 2020، وافقت شركة باير على تسوية أكثر من 100,000 دعوى قضائية ضد السرطان، ووافقت على دفع من 8.8 إلى 9.6 مليار دولار لتسوية تلك المطالبات، و 1.5 مليار دولار لأي مطالبات مستقبلية. لا تشمل التسوية ثلاث قضايا تم إحالتها إلى محاكمات أمام هيئة محلفين ويتم استئنافها.

#### دعاوى ديكامبا
بعد دعوى قضائية رفعها أحد مزارعي الخوخ يزعم أن مبيد ديكامبا القاتل للأعشاب ينجرف في مهب الريح من المحاصيل المجاورة ويدمر بساتين الخوخ، وجدت هيئة محلفين في ولاية ميسوري في فبراير 2020 أن شركة مونسانتو وباسف كانا مهملين في تصميم ديكامبا وفشلا في التحذير من المنتج، ومنحت 15 مليون دولار للخسائر و 250 مليون دولار كتعويضات عقابية.
في 14 فبراير 2020، حكمت هيئة المحلفين ضد شركة باير وشريكها باسف، في دعوى قضائية في ولاية ميسوري تتعلق بأضرار أشجار الخوخ الناجمة عن انجراف ديكامبا، وانتهت الدعوى لصالح بدر مالك مزرعة الأشجار.
في يونيو عام 2020، وافقت باير على تسوية تصل إلى 400 مليون دولار لجميع مطالبات ديكامبا من عام 2015 إلى عام 2020، باستثناء الحكم الذي صدر بحق بدر بقيمة 250 مليون دولار.
في 25 نوفمبر عام 2020، خفض قاضي المقاطعة الأمريكية ستيفن ليمبو جونيور مبلغ الضرر العقابي في قضية المزارع بدر إلى 60 مليون دولار.

### محاسبة غير صحيحة لخصومات الحوافز
قام أحد موظفي قسم الحسابات في شركة مونسانتو بخطأ حسابات حوافز من عام 2009 إلى عام 2011، أدى هذا الخطأ إلى تضخم أرباح مونسانتو المعلنة بمقدار 31 مليون دولار على مدار العامين.
دفعت شركة مونسانتو 80 مليون دولار كغرامات بموجب تسوية لاحقة مع لجنة الأوراق المالية والبورصات الأمريكية.
أخطأت مونسانتو في ذكر أرباحها الموحدة لكنها أصلحت ضوابطها الداخلية، ردا على خسارة حصة السوق من تقرير إخباري لمنتجي الأدوية العامة.
قال اثنين من كبار المحاسبين القانونيين التابعين للشركة، أن الشركة ستقوم بتعيين مستشار امتثال مستقل لها على نفقتها لمدة عامين.

### الكتابات المخفية
في سبتمبر عام 2016، نشرت مراجعة عن نسبة التسبب في الإصابة بالسرطان من الغليفوسات من قبل أربع لجان خبراء مستقلين، مع مقارنة بتقييم الوكالة الدولية لأبحاث السرطان.
بالاستعانة برسائل البريد الإلكتروني للشركة الصادرة في أغسطس عام 2013، ذكرت بلومبرج بيزنس ويك أن علماء شركة مونسانتو كانوا يشاركون بشكل كبير في تنظيم ومراجعة وتحرير المسودات المقدمة من قبل الخبراء الخارجيين. ردا على ذلك قدم متحدث باسم مونسانتو بيان بأن شركة مونسانتو قدمت فقط تعديلات تجميلية غير موضوعية.
في عام 2017، كتب هنري ميللر مقال على موقع فوربس على الإنترنت، وتمت صياغته تحت اسم شركة مونسانتو.
كما ذكرت صحيفة نيويورك تايمز، أن مونسانتو طلبت من ميللر كتابة مقال يدحض النتائج التي توصلت إليها الوكالة الدولية لأبحاث السرطان حيث أشارت الشركة إلى رغبتها في البدء في إنشاء مسودة عالية الجودة.

## العلاقات الحكومية

### الولايات المتحدة
قامت شركة مونسانتو بالضغط على الحكومة الأمريكية من خلال نفقات وصلت إلى 8.8 مليون دولار في عام 2008، و 6.3 مليون دولار في عام 2011. و 2 مليون دولار على أعمال تتعلق بقوانين ولوائح وتكنولوجيات الزراعة الخارجية والتجارة. وعمل بعض الدبلوماسيين الأمريكيين في أوروبا في أوقات أخرى بشكل مباشر مع شركة مونسانتو.
قدمت شركة مونسانتو مساهمات سياسية قدرها 186,250 دولار أمريكي للمرشحين الفيدراليين في دورة انتخابات عام 2008 من خلال لجنة العمل السياسي حيث كانت النتيجة 42% للديمقراطيين، و 58 ٪ للجمهوريين، و 305,749 دولار في دورة انتخابات 2010 حيث كانت النتيجة 48 ٪ للديمقراطيون، 52 ٪ للجمهوريون.
كان من المفترض أن مبادرة كاليفورنيا رقم 37 لعام 2012 قد نكون، توصلت إلى الكشف عن المحاصيل المعدلة وراثيا المستخدمة في إنتاج المنتجات الغذائية في كاليفورنيا. لكن شركة مونسانتو أنفقت 8.1 مليون دولار لتقديم المعارضة، مما جعلها أكبر مساهم ضد المبادرة. رفضت المبادرة بالأغلبية بنسبة 53.7٪.
في عام 2009، أصبح مايكل تايلور خبير سلامة الغذاء، ونائب رئيس شركة مونسانتو السابق للسياسة العامة ومستشار أول لمفوض إدارة الغذاء والدواء.
شركة مونسانتو هي عضو في منظمة صناعة التكنولوجيا الحيوية الذي يقع مقرها في عاصمة واشنطن، وهي أكبر اتحاد تجاري للتكنولوجيا الحيوية في العالم، والتي توفر خدمات الدعوة وتطوير الأعمال والاتصالات.
بين عامي 2010 و 2011 أنفقت منظمة صناعة التكنولوجيا الحيوية إجمالي 16.43 مليون دولار على جماعات الضغط.
صندوق مواطنة شركة مونسانتو المعروف باسم صندوق مواطنة مونسانتو هو لجنة عمل سياسي تبرعت بأكثر من 10 ملايين دولار لمرشحين مختلفين من عام 2003 إلى عام 2013.
منذ أكتوبر عام 2013، وشركة مونسانتو تستمر في دعم حملة مكافحة الملصقات، حيث أنفقت ما يقرب من 18 مليون دولار.
قدمت ولاية واشنطن بالمشاركة مع 26 ولاية أخرى، مقترحات في نوفمبر لطلب تصنيف المحاصيل المعدلة وراثيا.

#### إدارة العمل
في البيئة التنظيمية الأمريكية، يتنقل العديد من الأفراد بين المناصب في القطاعين العام والخاص، مثل الانتقالات التي تحدث في شركة مونسانتو. حيث قال النقاد أن الاتصالات بين الشركة والحكومة سمحت لشركة مونسانتو بالحصول على لوائح مواتية على حساب سلامة المستهلك.
يشير مؤيدين الممارسة إلى الفوائد التي تعود على العمل من تعيين الأفراد الأكفاء وذوي الخبرة في كلا من القطاعين وإلى أهمية إدارة تضارب المصالح المحتمل بشكل مناسب.
تشمل قائمة الأشخاص الذين انتقولوا بين العمل في القطاع العام وشركة مونسانتو:
- ليندا ج. فيشر، مساعد مدير وكالة حماية البيئة، ثم نائب رئيس مونسانتو من 1995 إلى 2000. ثم نائب مدير وكالة حماية البيئة.[262]
- مايكل أ. فريدمان، نائب مفوض إدارة الغذاء والدواء الأمريكية.[263]
- إيرل إتش هاربيسون جونيور، نائب مدير وكالة المخابرات المركزية، ثم الرئيس والمدير التنفيذي للعمليات والمدير من عام 1986 إلى عام 1993.
- روبرت هوليفيلد، رئيس أركان لجنة الزراعة بمجلس الشيوخ، ثم شريك في لينكولن بوليسي جروب.[264]
- ميكي كانتور، الممثل التجاري للولايات المتحدة، ثم عضو مجلس إدارة شركة مونسانتو.[262]
- بلانش لينكولن، عضو مجلس الشيوخ الأمريكي ورئيس لجنة الزراعة، ثم مؤسس شركة الضغط لينكولن بوليسي جروب.
- وليام د. روكلسهاوس، مدير وكالة حماية البيئة، ثم مدير مكتب التحقيقات الفيدرالي بالإنابة، ثم نائب المدعي العام للولايات المتحدة، ثم مدير وكالة حماية البيئة، ثم عضو مجلس إدارة مونسانتو.[265]
- دونالد رامسفيلد، وزير الدفاع والسكرتير السابق لشركة سيرل التابعة لشركة مونسانتو، لمدة 8 سنوات.[266]
- مايكل آر تايلور، مساعد مفوض إدارة الأغذية والعقاقير،[267][268] ثم محامي عن شركة كينج آند سبالدينج، ثم نائب مفوض إدارة الأغذية والعقاقير لسياسة سلامة الغذاء بين عامي 1991 و 1994.[262] تمت تبرئته من اتهامات تضارب المصالح.[242][243] ثم أصبح نائب رئيس مونسانتو للسياسة العامة، وأصبح مستشار أول لمفوض إدارة الأغذية والعقاقير لإدارة أوباما.[245][246]
- كلارنس توماس، قاضي المحكمة العليا الذي عمل محامي لشركة مونسانتو في السبعينيات،[269] ثم كتب رأي الأغلبية في قضية جي إي إم إيه جي سبلاي ضد بايونير هاي برايد انترناشيونال في استنتاج أن السلالات النباتية المطورة حديثا قابلة للحماية بموجب براءات الاختراع بموجب قوانين براءات الاختراع العامة للولايات المتحدة.[262][266][269][270]
- آن فينمان، أمينة وزارة الزراعة وعضو مجلس إدارة كالجيني.[266]

### المملكة المتحدة
في أواخر التسعينيات من القرن الماضي، نجحت شركة مونسانتو في الضغط على هيئة الدستور الغذائي و حكومتي المملكة المتحدة والولايات المتحدة، لتقوم برفع مستويات الغليفوسات من الحد المسموح به في فول الصويا إلى 20 ملليجرام لكل كيلو من فول الصويا، وهي نسبة زيادة تعادل 200% مقارنة مع الحد المسموح به.
صرح اللورد دونوغ وزير الزراعة في حزب العمال في مجلس اللوردات إلى شركة مونسانتو أن هذه المعلومات ستبقى سرية.
في العامين الذي سبقا الانتخابات البريطانية لعام 1997 عقد ممثلو شركة مونسانتو 22 اجتماعا في وزارتي الزراعة والبيئة. بمساعدة ستانلي جرينبيرج، مستشار الانتخابات لتوني بلير، عمل لاحقا كمستشار لشركة مونسانتو، ثم مستشار في شركة بيل بوتينجر.
قامت شركة مونسانتو بعدة رحلات وتسهيلات وهدايا وعروض أخرى ذات قيمة مالية تقدمها الشركة إلى موظفي الخدمة المدنية في حكومة حزب العمال في البرلمان، لكنهم أقروا فقط بأن وزارة التجارة ووزارة الصناعة تناولت وجبتي غداء عمل مع مونسانتو.
بالنيابة عن شركة مونسانتو تلقى بيتر لوف الذي كان عضوا في حزب المحافظين ورئيس لجنة الزراعة، ما يصل إلى 10,000 جنيه إسترليني سنويا من شركة بيل بوتينجر.

### الاتحاد الأوروبي
في يناير عام 2011، ظهرت وثائق من ويكيليكس تدل على أن الدبلوماسيين الأمريكيين في أوروبا استجابوا لطلب المساعدة من الحكومة الإسبانية. ذكر أحد التقارير أن بالإضافة إلى ذلك، فإن البرقيات تظهر دبلوماسيين أمريكيين يعملون بشكل مباشر مع مجموعة شركات جنرال موتورز مثل مونسانتو.
قدم كل من وزير الخارجية جوزيب بوكسيو وشركة مونسانتو طلبات عاجلة لوضع إسبانيا في مجال التكنولوجيا الحيوية الزراعية القائم على العلم من خلال تدخل حكومي أمريكي رفيع المستوى، وتحديد دعم الحكومة الأمريكية.
أظهرت الوثائق المسربة أن في عام 2009، عندما قامت سياسة الحكومة الإسبانية بالموافقة على MON810 تحت ضغط بسبب مصالحها مع الاتحاد الأوروبي، طلب مدير شركة مونسانتو للتكنولوجيا الحيوية من إسبانيا والبرتغال أن يدعما حكومة الولايات المتحدة في هذا الشأن. أشارت التسريبات إلى أن إسبانيا والولايات المتحدة قد عملا معا بشكل وثيق لإقناع الاتحاد الأوروبي بعدم تعزيز قوانين التكنولوجيا الحيوية. كان ينظر إلى إسبانيا على أنها داعم رئيسي للكائنات المعدلة وراثيا و مؤشرا رئيسيا للدعم عبر القارة.
كشفت التسريبات أيضا أن في أواخر عام 2007 طلب سفير الولايات المتحدة في فرنسا كريج روبرتس ستابلتون من واشنطن معايرة قائمة انتقامية مستهدفة من شأنها أن تسبب بعض المتاعب الاقتصادية في جميع أنحاء الاتحاد الأوروبي ردا على محاولة فرنسا لحظر MON810، واستهداف البلدان التي ترفض دعم استخدام المحاصيل المعدلة وراثيا.
ظهر هذا النشاط بعد أن قامت الولايات المتحدة وأستراليا والأرجنتين والبرازيل وكندا والهند والمكسيك ونيوزيلندا برفع دعوى ضد أوروبا عبر منظمة التجارة العالمية فيما يتعلق بحظر الاتحاد الأوروبي للبذور المعدلة وراثيا. في عام 2006، حكمت منظمة التجارة العالمية ضد الاتحاد الأوروبي.
كانت شركة مونسانتو عضوا في مجموعة يوروبابيو، وهي المجموعة التجارية الرائدة في مجال التكنولوجيا الحيوية في أوروبا.
كانت إحدى مبادرات يوروبابيو هي تحويل موقف أوروبا من الأغذية المعدلة وراثيا، ووجدت حاجة ملحة لإعادة تشكيل شروط النقاش حول شركة جنرال موتورز في أوروبا. اقترحت مجموعة يوروبابيو تعيين سفراء رفيعي المستوى للضغط على مسؤولي الاتحاد الأوروبي.
في سبتمبر عام 2017، منع أعضاء جماعات الضغط في شركة مونسانتو من دخول البرلمان الأوروبي بعد أن رفضت شركة مونسانتو حضور جلسة استماع برلمانية بشأن مزاعم التدخل التنظيمي.

### هايتي
في عام 2010، بعد زلزال هايتي تبرعت شركة مونسانتو بمبلغ 255,000 دولار للإغاثة من الكوارث، و 475 طن من بذور الذرة والخضروات المهجنة غير المعدلة وراثيا بقيمة 4 مليون دولار. ومع ذلك، فإن التقييم السريع لخدمات الإغاثة الكاثوليكية لإمدادات البذور وطلبات الحصول على محاصيل الأمن الغذائي الخمسة الأكثر شيوعا وجد أن هيئة الإغاثة من الكوارث لديها بذور كافية واوصوا في إدخال البذور المستوردة على نطاق ضيق.
صرح إيمانويل نبيبي، رئيس دائرة الخدمات الوطنية بوزارة الزراعة الهايتية، أن وزارة الزراعة الهايتية لم تعارض بذور الذرة المهجنة لأنها على الأقل تضاعف الإنتاج. وأعربت لويز سبيرلينج، الباحثة الرئيسية في المركز الدولي للزراعة الاستوائية أنها لا تعارض التهجين، لكنها أشارت إلى أن معظم الهجينة تتطلب مياه إضافية وتربة أفضل وأن معظم أراضي هايتي غير مناسبة لزراعة البذور الهجين.
اعترض النشطاء على أن بعض البذور كانت مغطاة بمبيدات الفطريات مكسيم أو ثيرام، وفي الولايات المتحدة تحظر المبيدات الحشرية التي تحتوي على الثيرام في منتجات الحدائق المنزلية لأن معظم البستانيين المنزليين لا يتمتعون بالحماية الكافية. كتب النشطاء أن البذور المغلفة يتعامل معها بطريقة خطيرة من قبل المتلقين.
باعت هيئة خدمات الإغاثة الكاثوليكية البذور المتبرع بها من شركة مونسانتو بسعر مخفض في الأسواق المحلية. وكان المزارعون يخشون أن يتم إعطاؤهم البذور التي يمكن أن تهدد الأصناف المحلية.
في 4 يونيو عام 2010 نظمت جمعية المزارعين الهايتية حركة الفلاحين، حيث حضر ما يقدر ب من 8,000 إلى 12,000 مزارع احتجاجا على التبرع و تم حرق كومة صغيرة من البذور بشكل رمزي.

## علاقات عامة
شاركت شركة مونسانتو في العديد من حملات العلاقات العامة لتحسين صورتها وتحسين تصور الجمهور لبعض منتجاتها. يتضمن ذلك تطوير علاقة مع العالم ريتشارد دول فيما يتعلق بالعامل البرتقالي، وتشمل الحملات الأخرى التمويل المشترك مع شركات التكنولوجيا الحيوية الأخرى لموقع إجابات جي إم أو.

### الرعاية
مناطق الجذب في ديزني لاند وهي:
- قاعة الكيمياء من عام 1955 إلى عام 1966.[298]
- بيت مونسانتو للمستقبل من عام 1957 إلى عام 1967.[299][300]
- أزياء اقمشة عبر السنين من عام 1965 إلى عام 1966.[298]
- مغامرة من خلال الفضاء الداخلي من عام 1967 إلى عام 1986.[301]
- في السبعينيات، تبرعت شركة مونسانتو بمبلغ 10 مليون دولار إلى حديقة ميسوري النباتية في سانت لويس، والتي سميت منشأة علوم النبات لعام 1998 باسم مركز مونسانتو.[302]
- متحف فيلد
- في عام 2011، معرض جريجور مندل ومغامرات تحت الأرض،[303] حول أهمية وهشاشة النظام البيئي داخل التربة.[304]
- مبادرة التعليم البيئي مونسانتو، بقيادة جريجوري إم مولر رئيس قسم علم النبات وأمين مشارك في علم الفطريات.[305]
- حضر العديد من موظفو المتحف الميداني اجتماعات شركة مونسانتو، مثل أمين المتحف مارك دبليو ويستنيت.[306]
- حشرات مونسانتو في حديقة حيوان سانت لويس، في سانت لويس بميزوري.

## العلاقات الجامعية
كانت شركة مونسانتو ممولا رئيسيا للبحوث العلمية في جامعة واشنطن في سانت لويس لسنوات عديدة. أنشأت شركة مونسانتو اتفاقية للبحوث الطبية الحيوية مع جامعة واشنطن، ثم تسلط الضوء على هذه الاتفاقية وجلبت أكثر من 100 مليون دولار من تمويل البحوث للجامعة.
قامت جامعة واشنطن ببناء مختبر مونسانتو لعلوم الحياة في عام 1965. في عام 2015، منحت مونسانتو معهد جامعة واشنطن للشراكة المدرسية منحة بقيمة 1.94 مليون دولار للمساعدة في تعليم الطلاب بشكل أفضل في مجالات العلوم والتكنولوجيا والهندسة والرياضيات.

## الجوائز
في عام 2009، اختارت مجلة فوربس شركة مونسانتو في تصنيف أفضل الشركات. بينما في عام 2010، صنفت شركة الأبحاث السويسرية جوفلنسي شركة مونسانتو الأقل أخلاقا، من أصل 581 شركة متعددة الجنسيات استنادا إلى مؤشر تتبع السمعة، الذي يجمع آلاف الأخبار الإيجابية والسلبية التي تنشرها وسائل الإعلام والشركات وأصحاب المصلحة دون محاولة التحقق من صحة المصادر.
صنفت مجلة ساينس شركة مونسانتو في قائمة أفضل 20 من أصحاب العمل بين عامي 2011 و 2014.
في عام 2012، وصفت الشركة بأنها رائدة ومبتكرة في مجال الصناعة، وتحدث التغييرات المطلوبة وتقوم بأبحاث نوعية مهمة.
فاز روبرت فرالي، المدير التنفيذي لشركة مونسانتو، بجائزة الغذاء العالمية عن إنجازات خارقة في تأسيس وتطوير وتطبيق التكنولوجيا الحيوية الزراعية الحديثة.

## أفلام وثائقية
- البذور المرة.
- المؤتمر الوطني العراقي الطعام.
- مستقبل الغذاء.
- العالم حسب مونسانتو.[323]

## مشاكل مونسانتو خارج أمريكا الشمالية
استأجرت حكومة الولايات المتحدة شركة دينكورب لرش مبيد الحشائش راونداب على حقول نبات الكوكا في كولومبيا بأمريكا اللاتينية كجزء من «خطة كولومبيا». إلا أن تأثيره الصحي على المواطنين وأثره على المحاصيل الشرعية وجدواه في الحرب على المخدرات ما زالت موضع نقاش محتدم.
مونسانتو لديها تاريخ من المشاكل مع الهند، بدأت باستخدام جينات إنهائية في البذور التي باعتها في الهند، وتلك الجينات أدت إلى إنتاج بذور عقيمة لاتنبت، مما أدي إلى مظاهرات غاضبة ضد الشركة. لاحقا فشلت بذور القطن المعدل وراثيا في إنتاج محصول أوفر كما وعدت الشركة بالرغم من أثمانها العالية والقيود التي تضعها الشركة على المزارعين. وتواجه مونسانتو في الهند حاليا ما تسميه قرصنة بذور لأن المزارعين الهنود أصبحوا يهجنون سلالات بذور خاصة بهم وبدون دفع مقابل الملكية الفكرية لمونسانتو.

## وصلات خارجية
- الموقع الرسمي للشركة.
- معركة مصر القانونية لتنظيم الكائنات المعدلة وراثيًا لشركة مونسانتو.
- المحاصيل المعدلة الوراثية في مصر، مونسانتو.

اليوتيوب
- مونسانتو الشركة التي تمتلك إمدادات الغذاء في العالم.
- موناسنتو التكلفة الحقيقية لغذائنا.
- لماذا يكره الجميع شركة مونسانتو.
- موناسنتو البرتغال.